# Waldemar Wspaniały
Waldemar Franciszek Wspaniały (ur. 2 października 1946 w Sosnowcu) – siatkarz, trener siatkówki, działacz sportowy.

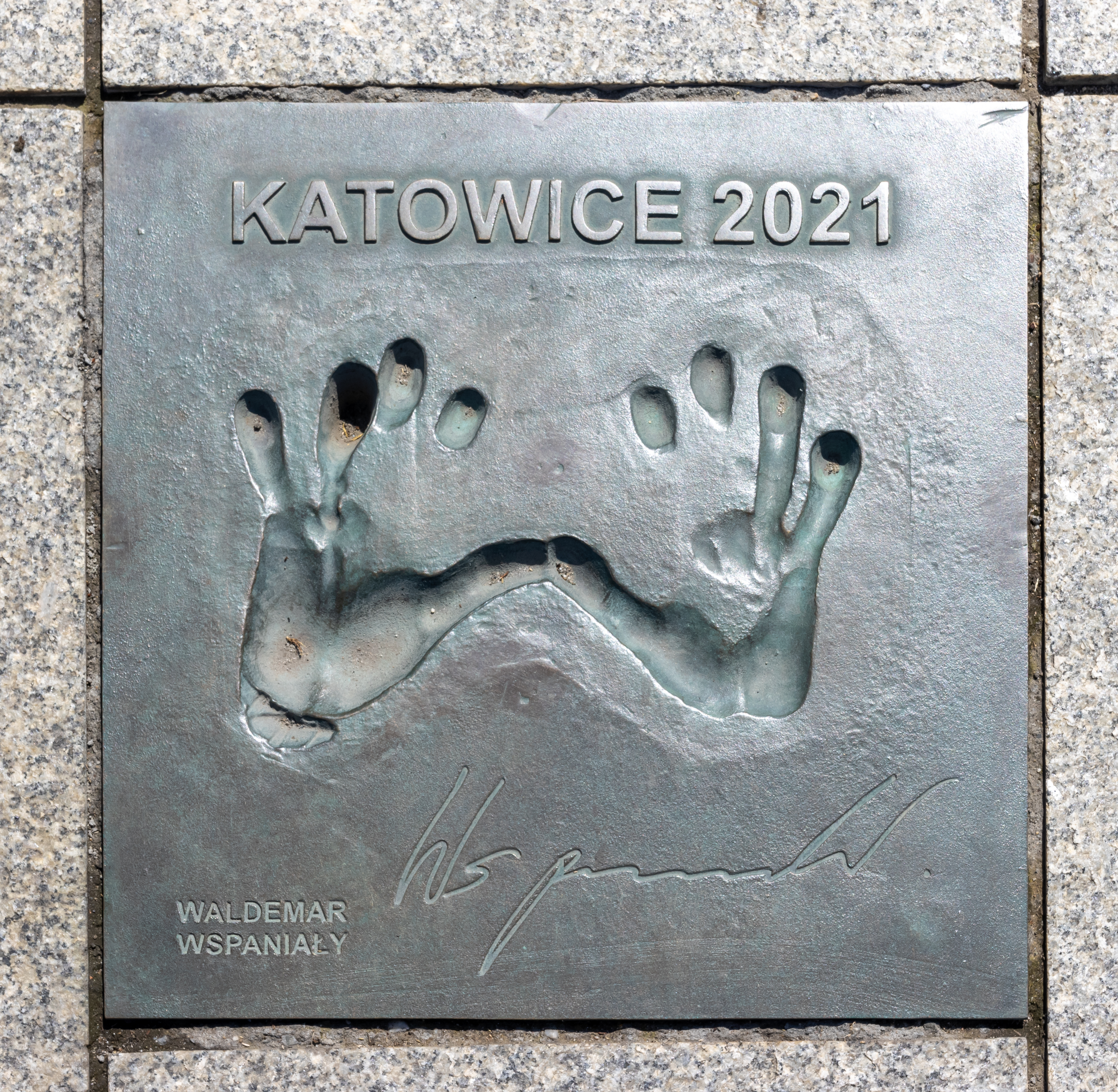

Absolwent kierunku trenerskiego Akademii Wychowania Fizycznego w Katowicach. Karierę rozpoczynał w MKS-ie Piekary Śląskie. W latach 1966–1979 siatkarz Płomienia Milowice, z którym zdobył Puchar Europy Siatkarzy (1978) oraz dwukrotne mistrzostwo Polski (1977 i 1979).
Podczas Gali Polskiej Ligi Siatkówki 2025 został wybrany trenerem 25-lecia Polskiej Ligi Siatkówki.
Sukcesy siatkarskie
- Mistrzostwo Polski: 1977 i 1979
- Puchar Europy Siatkarzy: 1978

Sukcesy trenerskie:
- Polska Liga Siatkówki
  - Puchar Polski (1987, 1997, 2000, 2001, 2002)
  - mistrzostwo Polski (2000, 2001, 2002, 2003)
  - brązowy medal mistrzostw Polski (1999)
- Liga Mistrzów
  - IV miejsce podczas finału w Opolu (2002)
  - III miejsce podczas finału w Mediolanie (2003)
- Reprezentacja Polski
  - V miejsce podczas mistrzostw Europy w Czechach (2001)
  - V miejsce w rozgrywkach Ligi Światowej (2002)
  - V miejsce podczas mistrzostw Europy w Niemczech (2003)
  - XI miejsce podczas mistrzostw świata w Argentynie

Jest pierwszym polskim trenerem, którego drużyna pokonała reprezentację Brazylii trzy razy podczas Ligi Światowej w 2002, przy czym jako jedyny triumfował nad tym zespołem w jego kraju; w 2012 roku udało się ten wynik powtorzyć Andrei Anastasiemu, który czterokrotnie zwyciężył drużynę Brazylii. W 2000 jedno zwycięstwo nad „Canarinhos” w edycji LŚ zanotował z reprezentacją Polski Ireneusz Mazur.
Odznaczony Krzyżem Kawalerskim Orderu Odrodzenia Polski (2002) oraz Złotym i Brązowym Krzyżem Zasługi.